# Baboloki Thebe
Baboloki Thebe (18 maart 1997) is een Botswaans sprinter. Hij nam tweemaal deel aan de Olympische Spelen en won hierbij één bronzen medaille.

## Biografie
In 2014 behaalde Thebe de zilveren medaille op de 200 meter op de Olympische Jeugdzomerspelen, na de diskwalificatie van de Jamaicaan Chad Walker. Thebe behaalde twee titels op de Afrikaanse kampioenschappen atletiek van 2016. Op de 400 meter was hij de snelste en samen met Karabo Sibanda, Onkabetse Nkobolo en Leaname Maotoanong behaalde Thebe ook de overwinning op de 4x400 meter.
Op de Olympische Spelen in Rio de Janeiro nam hij deel aan de 400 m. Hij kon zich kwalificeren voor de halve finale, waar hij echter niet aan de start kwam. 

## Persoonlijke records
Outdoor
| Afstand | Prestatie | Datum       | Plaats   |
| ------- | --------- | ----------- | -------- |
| 100 m   | 10,29 s   | 23 mei 2015 | Gaborone |
| 200 m   | 20,21 s   | 22 mei 2016 | Gaborone |
| 400 m   | 44,22 s   | 21 mei 2016 | Gaborone |

## Palmares

### 200 m
- 2014:  Olympische Jeugdzomerspelen - 21,20 s
- 2014: 7e ½ fin. WK junioren - 21,28 s

### 400 m
- 2016:  Afrikaanse kamp. - 44,69 s
- 2016: DNS ½ fin. OS
- 2017: 4e WK - 44,66 s

### 4 x 400 m
- 2016:  Afrikaanse kamp. - 3.02,20
- 2017:  IAAF World Relays - 3.02,28
- 2021:  Atletiek op de Olympische Zomerspelen 2020 -2:57,27 AR